# John Gatins
John Gatins é um ator, diretor e roteirista dos Estados Unidos. Foi responsável pelo roteiro dos filmes Coach Carter, Real Steel e Dreamer, do qual também foi diretor. Pelo roteiro do filme Flight, de 2012, recebeu uma indicação ao Oscar de melhor roteiro original.